# DJ Ram
Yosuan Ramos, más conocido como DJ Ram, es un disc jockey y productor musical chileno. Se ha presentado en eventos en su país y a nivel internacional como el Creamfields de Chile en 2023 y los festivales Arena Sound y BigSound en España en 2024.

## Biografía
Originario de Rancagua, Ramos creció en una familia de músicos, lo que influyó en su decisión de iniciar una carrera en esta industria. Inspirado en productores como RL Grime o Skrillex y en artistas del turntablism como DJ Qbert, Vekked y DJ Craze, en 2017 logró reconocimiento en su país luego de avanzar hasta las instancias finales en la competencia Red Bull 3Style.
En 2020 disputó nuevamente las finales nacionales de Red Bull 3Style. La página del evento lo mencionó como uno de los «cinco mejores disc jockeys del país». Durante la pandemia de COVID-19 y ante la imposibilidad de realizar presentaciones en vivo, utilizó sus redes sociales de YouTube, Instagram y TikTok para realizar transmisiones en directo. Finalizando el 2020 viajó a los Estados Unidos para dar inicio a su primera gira internacional, presentándose en Nueva York, Miami, Chicago y San Juan de Puerto Rico.
En 2022 participó de la cuarta edición del festival #Solsticio Chile, organizado por Cerveza Sol, y realizó una gira por territorio sudamericano, con fechas en países como Argentina, Colombia, Brasil, Uruguay y Perú. Un año después se presentó en el festival Creamfields en su país natal, y en 2024 participó en eventos internacionales como el So2 Brooklyn Mirage en Estados Unidos, el Arenal Sound Festival y el BigSound Festival, ambos en España. En septiembre del mismo año retornó a su país natal para realizar una gira por ciudades como Santiago, Puerto Aysén, Puerto Varas y Rancagua.

## Estilo
De acuerdo con el Diario Las Américas, DJ Ram fusiona música electrónica y reguetón en sus presentaciones y grabaciones. El artista también ha definido su estilo: «He logrado incorporar música electrónica en sets de reguetón en discotecas, algo que no era común cuando comencé [...] Además, mi show es altamente energético y he contribuido a cambiar la percepción de que un DJ también es un artista, incluso sin necesidad de tener música propia».

## Discografía

### Sencillos
| Año  | Título                | Colaboración   | Discográfica       |
| ---- | --------------------- | -------------- | ------------------ |
| 2022 | «Benja x Ram»         | Benja Valencia | Warner Music Chile |
| 2023 | «Delusional»          |                | Radoos             |
| 2023 | «Torment»             |                | Radoos             |
| 2023 | «Wake Them Up»        |                | Radoos             |
| 2024 | «Call Center (Remix)» | Smash Hits     | Radoos             |
| 2024 | «Bachata y Reggaeton» | C Marí         |                    |